# Albagiara
Albagiara ist ein kleines sardisches Dorf mit 229 Einwohnern (Stand 31. Dezember 2023) in der Provinz Oristano. 
Das Dorf liegt am Fuße der „Giara di Gesturi“, einer Hochebene. Die Nachbargemeinden sind Ales, Assolo, Genoni (NU), Gonnosnò, Mogorella, Usellus, Villa Sant’Antonio.
Bekannt wurde Albagiara unter anderem wegen seiner Oliven- und Mandelplantagen, aus denen unter anderem Amaretti, Gateau und Gueffus zu besonderen Festen hergestellt werden.

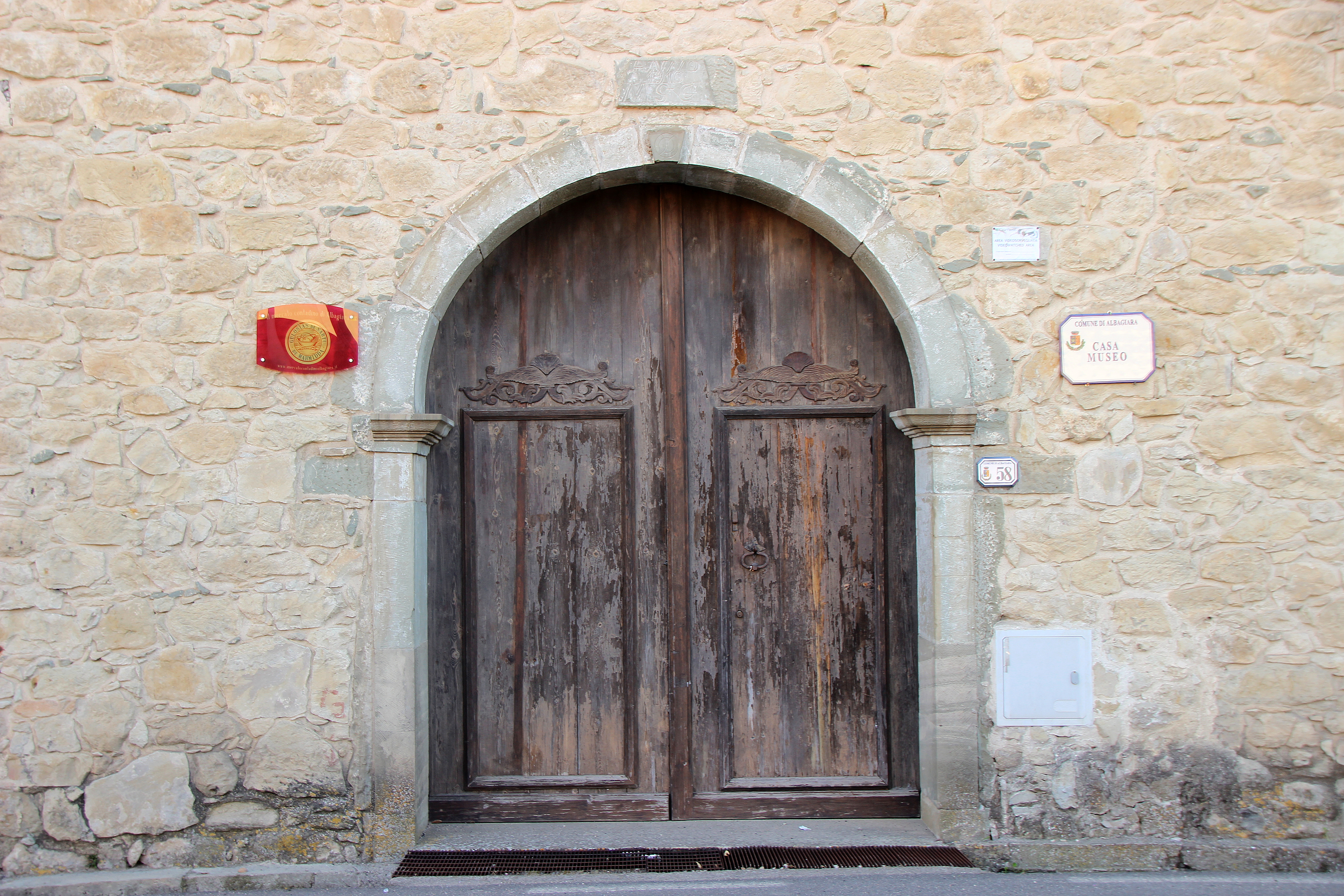
Museum